# Dominique Mathieu
Dominique Joseph Mathieu, O.F.M. Conv. (Arlon, 13 de junio de 1963) es un prelado católico belga. Desde 2021 se desempeña como arzobispo de Teherán-Isfahán.
Fue nombrado cardenal el 7 de diciembre de 2024 por el papa Francisco.

## Biografía
Mathieu creció en Brujas, donde estudió con los Hermanos Javerianos. Inspirado por la figura de San Maximiliano Kolbe, se relacionó con la Orden de los Frailes Menores Conventuales de Lovaina. Ingresó en dicha orden a los 21 años y profesó sus votos solemnes el 20 de septiembre de 1987. Fue ordenado diácono el 1 de abril de 1989 y sacerdote el 24 de septiembre de 1989.
Dentro de la orden, ha desempeñado diversos cargos: promotor vocacional, secretario, vicario y ministro provincial de la provincia belga de los Frailes Menores Conventuales, sirviendo como delegado general cuando se fusionaron las provincias de Bélgica y Francia; rector del santuario nacional de San Antonio de Padua en Bruselas y director de su Cofradía. También fue presidente de dos organizaciones sin fines de lucro que apoyan a los Frailes Menores Conventuales en Bélgica y tuvo responsabilidades en la Escuela Católica de Landen. Fue presidente de la Federación de Europa Central de los Frailes Menores Conventuales y miembro de la Comisión Internacional para la Economía de los Franciscanos.
Se trasladó al Líbano en 2013 y fue incardinado en la Custodia de Tierra Santa. Sirvió en dicha provincia como secretario de custodia, formador, maestro de novicios y rector de postulantes y candidatos.
Entre 2019 y 2021 fue definidor general y asistente general de la Federación de Europa Central de los Frailes Menores Conventuales.
El papa Francisco lo nombró arzobispo de Teherán-Isfahán el 8 de enero de 2021. Recibió su consagración episcopal el 16 de febrero de 2021 de manos del cardenal Leonardo Sandri, en la Basílica de los Santos Apóstoles de Roma. En marzo de 2021, declaró en una entrevista que, desde que entró en la vida religiosa, «casi siempre sintió afinidad con el mundo islámico».
El 6 de octubre de 2024, el papa Francisco anunció que planeaba nombrar cardenal a Mathieu el 8 de diciembre, fecha que posteriormente se cambió al 7 de diciembre. El 7 de diciembre de 2024, el Papa Francisco lo nombró cardenal, asignándole el título de Santa Juana Antida Thouret.